# 채플린 (기독교)
채플린(Chaplain)은 교회 이외의 단체에서 목사의 역할을 하는 성직자를 말한다. 여수도원·학교·병원·사회복지시설 등에 있는 예배당 부속성직. 부인회·청년회와 기타 종교 단체의 정신적 지도를 맡는 성직이다. 기독교 국가에서는 왕실·의회·대공사관·영사관·군대·군함·형무소 등에도 채플린을 두어 종교활동을 한다.